# 可愛いベイビー
「可愛いベイビー」（かわいいベイビー、Pretty Little Baby）は、コニー・フランシスが1961年に発表したポップスである。作詞:Don Stirling /作曲:Bill Nauman、日本語訳詞：漣健児

## 概要
コニー・フランシスが1961年に発表して以来、多くのカバーを生み出したヒット・スタンダード曲である。日本でも中尾ミエ（中尾のレコードのジャケットタイトルは『可愛いいベビー』となっている）をはじめ、多くの歌手にカバーされた。またコニー自身も自作を各国語版で出している。
1962年3月にはフランシス自身が漣健児による日本語詞で歌った音源が日本で発売されている（シングル「大人になりたい/かわいいベイビー」）。フランシスの「可愛いベイビー」日本語盤は30万枚を売り上げ、これ以後、外国人歌手に日本語詞の歌を吹き込ませることが一時期流行した。
本国アメリカではアルバム『Connie Francis sings "Second Hand Love"』に収録されたのみで、シングルカットはされていない。イギリスではシングル「I'm Gonna Be Warm This Winter」（想い出の冬休み）のB面曲として発売されている。
”ベイビー”とは赤ちゃんではなく恋人への呼び掛けである。
英語版以外では間奏に入る直前に『ハァ〜』という声が入る。

## 各国版
- Linda muchachita（スペイン語圏）
- Pretty Little Baby（スウェーデン語版 ※英題と同じ）
- 可愛的BABY （台湾版）
- 真心愛你  （普通話）

## カヴァーした歌手
- 沢リリ子 - 1962年4月。日本語詞：漣健児。シングル「可愛いいベビー/私はひとりぽっち」。
- 中尾ミエ - 1962年5月。日本語詞：漣健児。シングル「可愛いいベビー/ダンスへおいで」。100万枚を超える売上[2]。
- 森山加代子 - 1962年5月。日本語詞：漣健児。シングル「可愛いベビー/大人になりたい」。
- 後藤久美子 - 1962年5月。日本語詞：漣健児。シングル「大人になりたい/かわいいベイビー」。女優の後藤久美子（ゴクミ）とは別人
- ベニ・シスターズ - 1962年7月。日本語詞：漣健児。アルバム『ベニ・シスターズ・ヒット・パレード』収録
- 伊東ゆかり - 1962年10月。日本語詞：漣健児。アルバム『ゆかりのヒット・パレード』収録
- Marie La Donna（後のDonna Marie） - 1963年。シングル「Bobby Baby (What Am I Gonna Do With You)/Pretty Little Baby」
- ゴールデン・ハーフ - 1971年9月。日本語詞：漣健児。アルバム『ゴールデン・ハーフのマンボ・バカン』収録
- 山口百恵 - 1973年8月。日本語詞：漣健児。アルバム『としごろ』収録
- 柏原よしえ - 1982年5月1日。日本語詞：漣健児。アルバム『ラブ・ラブ・カーニバル』収録
- 九重佑三子 - 1996年11月21日。日本語詞：漣健児。アルバム『やすらぎの時代へ〜緑の地球を子供たちへ〜』収録
- Petty Booka - 1998年。アルバム『BLUE LAGOON〜ペティブーカの青い体験〜』収録
- テレサ・テン - 台湾でのアイドル時代に
- miyuki - 1995年。オペル・ヴィータ日本仕様車CMにおいて、替え歌として使用された。
- 凌雲 Rita Chao - シンガポール
- ROCO - 2013年11月20日。アルバム『こどもじゃず いっぱい ～ビビディ・バビディ・ブー』収録
- ZOMBIE-CHANG - 2017年3月3日。アルバム「GANG!」にて「KAWAII BABY」と題してカバー。